# Русинов, Владимир Сергеевич
Влади́мир Серге́евич Руси́нов (20 июля 1903, Баку, Бакинская губерния, Российская империя — 1995, Москва, РФ) — советский и российский физиолог и электрофизиолог, ученик А. А. Ухтомского.

## Биография
Родился 20 июля 1903 года в Баку в семье капитана нефтеналивного судна. Вскоре после рождения переехал в Петроград. 
В 1921 году поступил на биологическое отделение физико-математического факультета ПетрГУ, который он окончил в 1926 году уже под названием ЛенГУ. Вскоре после окончания ЛГУ, остался там же и вплоть до 1929 года учился на аспирантуре и также успешно её окончил. После окончания ЛенГУ, с 1926 по 1934 год работал в физиологической лаборатории при ЛГУ. 
С 1934 по 1935 году работал в лаборатории ЛАФИЖ. 
В 1935 году переехал в Москву и с 1936 по 1941 год заведовал электрофизиологической лабораторией Больницы имени Боткина. 
С 1941 по 1945 год заведовал лабораторией клинической электрофизиологии в Институте мозга. 
С 1945 по 1957 год заведовал электрофизиологической лабораторией в Институте нейрохирургии. 
С 1951 по 1995 год работал в Институте высшей нервной деятельности, одновременно с этим с 1951 по 1988 год заведовал лабораторией общей физиологии временных связей, а также занимал должность заместителя директора по науке там же. Также работал и на дому по адресам в Москве: Ивановский проезд, 8 (1935); Большая Коммунистическая улица, 24 (1935-57); Ленинградский проспект, 75А, квартира 75 (1957-95).
Скончался в 1995 году. Похоронен на Троекуровском кладбище.

## Научные работы
Основные научные работы посвящены проблемам электрофизиологии.
- 1950 — Предложил модель создания очага доминантного возбуждения в ЦНС путём применения постоянного электрического тока малой интенсивности.
- Исследовал процессы возбуждения и торможения в ЦНС и функциональную взаимосвязь нейронов.

## Членство в обществах
- 1978-91 — Академик АМН СССР.

## Награды, премии и почётные звания
- орден Ленина (27.03.1954)
- орден Октябрьской Революции (17.09.1975)
- орден Трудового Красного Знамени (19.07.1983)
- орден «Знак Почёта» (1971)
- медали
- Заслуженный деятель науки РСФСР (1966)
- Государственная премия СССР (1987) — за разработку и применения методов диагностики и прогнозирования функционального состояния мозга человека.
- Премия имени И. М. Сеченова (1993)